# Galea comes
El cuis (Galea comes) es una especie de roedor de pequeño tamaño correspondiente al género Galea el cual integra la familia de los cávidos. Habita en estepas de altura del centro-oeste de Sudamérica. 

## Taxonomía
Esta especie fue descrita originalmente en el año 1919 por el zoólogo británico Oldfield Thomas.
Cuando Thomas examinó los mamíferos de la región del norte de Jujuy (noroeste argentino) se dio cuenta de la estrecha afinidad de la fauna del altiplano jujeño con la de las tierras altas de Bolivia. Si bien en su descripción incluyó muestras de Abra Pampa (Jujuy, 3500 m s. n. m.), designó como holotipo un espécimen recolectado previamente (también por Emilio Budín) en Maimará (a 2230 m s. n. m.).
Relaciones filogenéticas
Durante mucho tiempo fue tratada como una subespecie de Galea musteloides Meyen, 1832 (es decir Galea musteloides comes) hasta que en el año 2010 fue elevada a especie plena, luego de un estudio en el que se empleó secuencias de un gen mitocondrial (citocromo b). al restringir a Galea musteloides al altiplano de Bolivia, sur de Perú y norte de Chile.

## Distribución y hábitat
Esta especie de roedor se distribuyen en el centro-oeste de Sudamérica, viviendo en las montañas y sub-altiplanos del sur de Bolivia (Iscayachi, departamento de Tarija) y también en el noroeste de la Argentina en la puna de Jujuy (y posiblemente también a 4300 m s. n. m. en la puna de Salta). Habita en altitudes desde 2500 m s. n. m. hasta los 4336 m s. n. m.